# Contortipalpia masculina
Contortipalpia masculina är en fjärilsart som beskrevs av Munroe 1964. Contortipalpia masculina ingår i släktet Contortipalpia och familjen Crambidae. Inga underarter finns listade i Catalogue of Life.